# Загребельня
Загребе́льня (укр. Загребе́льня) — село на Украине, находится в Калиновском районе Винницкой области.
Код КОАТУУ — 0521683606. Население по переписи 2001 года составляет 627 человек. Почтовый индекс — 22445. Телефонный код — 4333.
Занимает площадь 0,711 км².

## Адрес местного совета
22445, Винницкая область, Калиновский р-н, с. Корделевка, ул. Киевская, 56